# Hans Jørgen Uldall
Hans Jørgen Uldall (* 1907 in Silkeborg; † 1957 in Ibadan) war ein dänischer Linguist und, zusammen mit Louis Hjelmslev war er Begründer der Glossematik.

## Leben
Nach einem Studium der Anglistik bei Otto Jespersen an der Universität Kopenhagen wechselte Uldall 1927 nach London, um sich unter Anleitung von Daniel Jones näher mit der Phonetik zu beschäftigen. In den folgenden Jahren arbeitete er kurzzeitig als Dozent an verschiedenen Universitäten. In den Jahren 1930–33 erhielt er auf Empfehlung von Jespersen die Möglichkeit, die Sprache der Maidu in Kalifornien zu untersuchen.
Seinen entscheidenden Beitrag zur Entwicklung der Linguistik leistete Uldall nach seiner Rückkehr nach Dänemark im Jahre 1933. Gemeinsam mit Louis Hjelmslev begann er mit der Entwicklung der zunächst als „Phonematik“ bezeichneten Theorie der Zeichen. Auf Uldalls Wunsch hin wurde die Theorie in Glossematik umbenannt. Dies geschah, um eine allgemeine Anwendbarkeit des Lehrgebäudes auch auf nichtsprachliche Zeichen bereits in der Theoriebezeichnung enthalten zu haben. Der ursprüngliche Plan, die Glossematik bis zum Linguistenkongress 1936 als vollständige und präsentierbare Theorie ausgearbeitet zu haben, scheiterte, sodass selbst bei Beginn des Krieges noch kein Ende der Arbeit absehbar war. Im Jahre 1939 wurde Uldall vom British Council in verschiedene Gebiete des südöstlichen Europa und Vorderasiens beordert (Griechenland, Ägypten, arabischer Raum). Während dieser Zeit arbeiteten Hjelmslev und Uldall teils unabhängig voneinander an der Weiterentwicklung der Glossematik. Nach dem Krieg hielt sich Uldall weiterhin im Ausland auf. Er arbeitete zeitweise in Südamerika und Nigeria. Durch die räumliche Trennung bedingt, kam es zu divergierenden Entwicklungen zwischen Uldall und Hjelmslev innerhalb der Entwicklung des Theoriegebäudes. Das gemeinsame geplante Werk „Outline of Glossematics“, zu dem Uldall die „Algebra der Sprache“ verfasste, wurde auf Wunsch Hjelmslev schließlich in gekürzter Form veröffentlicht, da er Uldalls Algebra für zu kompliziert hielt, als dass sie auf eine natürliche Sprache anwendbar gewesen wäre. Nach einem letztmaligen Zusammentreffen der beiden anlässlich des Linguistenkongresses in Kopenhagen 1957, starb Uldall kurz nach seiner Rückkehr nach Nigeria an einem Herzinfarkt.